# Anderson Niangbo
Dogbole Franck Anderson Niangbo (6 oktober 1999) is een Ivoriaans voetballer die doorgaans als aanvaller wordt ingezet. Hij verruilde Red Bull Salzburg in januari 2020 voor KAA Gent.

## Clubcarrière
Anderson Niangbo begon zijn carrière bij Olympic Sport d'Abobo in Ivoorkust. In januari 2018 vertrok hij naar het Oostenrijkse Red Bull Salzburg, dat hem eerst uitspeelde bij FC Liefering, het amateurteam van Salzburg dat in de Oostenrijkse tweede klasse speelt. Daar speelde hij gedurende anderhalf seizoen. Vanaf de start van het seizoen 2019/2020 leende Salzburg Niangbo uit aan eersteklasser Wolfsberger AC. Daar bleef hij uiteindelijk slechts een half seizoen, want in januari 2020 verhuisde hij naar België. De Ivoriaan tekende er een contract tot 2024 bij KAA Gent. Hij debuteerde er op 25 januari 2020 met een invalbeurt in een thuiswedstrijd tegen KRC Genk en scoorde meteen zijn eerste doelpunt, waarmee hij de 4–1 eindstand vastlegde.

## Clubstatistieken
| Seizoen         | Club              | Competitie         | Competitie | Competitie | Beker | Beker | Supercup | Supercup | Internationaal | Internationaal | Totaal | Totaal |
| Seizoen         | Club              | Competitie         | Wed.       | Dlp.       | Wed.  | Dlp.  | Wed.     | Dlp.     | Wed.           | Dlp.           | Wed.   | Dlp.   |
| --------------- | ----------------- | ------------------ | ---------- | ---------- | ----- | ----- | -------- | -------- | -------------- | -------------- | ------ | ------ |
| 2017/18         | Red Bull Salzburg | Bundesliga         | 0          | 0          | 0     | 0     | 0        | 0        | 0              | 0              | 0      | 0      |
| 2017/18         | →FC Liefering     | Ligue 2            | 15         | 1          | 0     | 0     | 0        | 0        | 0              | 0              | 15     | 1      |
| 2018/19         | →FC Liefering     | Ligue 2            | 18         | 3          | 0     | 0     | 0        | 0        | 0              | 0              | 18     | 3      |
| 2019/20         | →Wolfsberger AC   | Bundesliga         | 17         | 7          | 3     | 2     | 0        | 0        | 6              | 0              | 26     | 9      |
| 2019/20         | KAA Gent          | Jupiler Pro League | 7          | 3          | 0     | 0     | 0        | 0        | 1              | 0              | 8      | 3      |
| 2020/21         | KAA Gent          | Jupiler Pro League | 12         | 1          | 0     | 0     | 0        | 0        | 0              | 0              | 12     | 1      |
| Carrière totaal | Carrière totaal   | Carrière totaal    | 58         | 14         | 3     | 2     | 0        | 0        | 7              | 0              | 68     | 16     |

Bijgewerkt t.e.m. 9 augustus 2020.